# Дривеник
Дривеник (хорв. Drivenik) — населений пункт у Хорватії, у Приморсько-Горанській жупанії у складі громади Винодольська Опчина.

## Населення
Населення за даними перепису 2011 року становило 308 осіб.
Динаміка чисельності населення поселення:

## Клімат
Середня річна температура становить 13,02 °C, середня максимальна – 25,22 °C, а середня мінімальна – 0,88 °C. Середня річна кількість опадів – 1334 мм.
| Клімат поселення                              | Клімат поселення | Клімат поселення | Клімат поселення | Клімат поселення | Клімат поселення | Клімат поселення | Клімат поселення | Клімат поселення | Клімат поселення | Клімат поселення | Клімат поселення | Клімат поселення | Клімат поселення |
| Показник                                      | Січ.             | Лют.             | Бер.             | Квіт.            | Трав.            | Черв.            | Лип.             | Серп.            | Вер.             | Жовт.            | Лист.            | Груд.            |                  |
| Середній максимум, °C                         | 9,17             | 9,42             | 11,70            | 15,49            | 20,16            | 24,21            | 25,22            | 24,84            | 20,63            | 16,47            | 11,86            | 9,19             |                  |
| Середня температура, °C                       | 5,04             | 5,27             | 7,54             | 11,35            | 16,00            | 20,06            | 22,35            | 21,98            | 17,77            | 13,60            | 9,01             | 6,32             |                  |
| Середній мінімум, °C                          | 0,88             | 1,10             | 3,37             | 7,19             | 11,84            | 15,90            | 19,49            | 19,11            | 14,92            | 10,74            | 6,15             | 3,46             |                  |
| Норма опадів, мм                              | 103              | 86               | 91               | 96               | 93               | 104              | 62               | 85               | 145              | 170              | 167              | 132              |                  |
| Середньомісячна швидкість вітру, м/с          | 2.91             | 3.07             | 3.10             | 2.91             | 2.64             | 2.50             | 2.50             | 2.52             | 2.62             | 2.87             | 3.17             | 3.16             |                  |
| Середньомісячна сонячна радіація, кДж/м²·день | 4423             | 7203             | 10497            | 14942            | 19141            | 20811            | 22298            | 19073            | 14020            | 9052             | 4809             | 3695             |                  |
| --------------------------------------------- | ---------------- | ---------------- | ---------------- | ---------------- | ---------------- | ---------------- | ---------------- | ---------------- | ---------------- | ---------------- | ---------------- | ---------------- | ---------------- |
| Джерело:                                      |                  |                  |                  |                  |                  |                  |                  |                  |                  |                  |                  |                  |                  |